# Guy Georgy
Guy Georgy, né le 17 novembre 1918 à Paris et mort le 8 juillet 2003 à Paris, est un diplomate et un écrivain français. Il a été révélé par La Folle Avoine (Flammarion, 1991), où il décrit les conditions difficiles de sa jeunesse périgourdine.

## Biographie
Ancien élève de l'ENFOM, il commence sa carrière professionnelle comme chef de cabinet du service d'information au Cameroun, entre 1945 et 1949. Dans une interview donnée au magazine Jeune Afrique, il revendique la paternité de la carrière politique du futur président camerounais Ahmadou Ahidjo : « Je l'avais fait élire délégué à l'Assemblée territoriale. On avait quasiment fait voter pour lui, en mettant des paquets de bulletins dans l'urne. Mais c'était pour la bonne cause ». 
Il lance ce qu'il appelle une « guérilla psychologique » contre les militants indépendantistes de l'Union des populations du Cameroun (UPC). Il use notamment de la violation de correspondance, de perquisitions illégales, de surveillance à la jumelle de domiciles et de tentatives de corruption. 
Attaché au cabinet du ministre de la France d'outre-mer l'année suivante, il est nommé chef de région du Nord Cameroun jusqu'en 1955. Secrétaire général du Gabon en 1956, il est promu directeur général des affaires économiques et du plan de l'AEF en 1957 puis de l'AOF en 1958.
Guy Georgy est gouverneur haut-commissaire de la République française au Congo en 1959, ambassadeur de France en Bolivie en 1961 puis au Dahomey de 1964 à 1969 et en Libye de 1969 à 1975.
Il est quelques années directeur des Affaires africaines et malgaches au Quai d'Orsay avant de redevenir ambassadeur de France, en Iran en 1980 puis en Algérie de 1981 à 1984, date à laquelle il fait valoir ses droits à la retraite.
En 1982, il est élevé à la dignité d'ambassadeur de France.
De 1984 jusqu'à sa mort en 2003, il est le président de la Maison de l'Amérique latine à Paris. Il était membre de l'Académie des sciences d'outre-mer.

## Décoration
- Grand officier de la Légion d'honneur en avril 2003.
- Ordre du Condor des Andes (Bolivie).
- Ordre National du Dahomey.